# Karin von Schweden
Karin von Schweden ist eine Novelle von Wilhelm Jensen von 1869. Sie wurde mehr als 250.000-mal verkauft und ist sein erfolgreichstes Buch.

## Inhalt
Die schöne Karin liebt Gustav Rosen. Doch sie hat sich als glühende Patriotin geschworen, den Mann zu heiraten, der Schweden von der dänischen Herrschaft befreit. Deshalb wird sie die Ehefrau von König Gustav Wasa. Aber die Liebe zu Gustav Rosen bleibt und nachts spricht sie im Schlaf davon, so dass es der König hört und es die Wellen zu dem Geliebten tragen ...
Eine tragische Liebesgeschichte, die die historischen Personen Katharina Stenbock und Gustav I. Wasa aus dem 16. Jahrhundert zum Vorbild hat. Die Handlung weicht aber von den tatsächlichen historischen Ereignissen etwas ab.
Die Novelle ist in einem sehr lyrischen Stil gehalten, in dem die gewaltigen Wogen des Meeres und die Natur immer wieder erscheinen.

## Hintergründe
Der 31-jährige Wilhelm Jensen veröffentlichte 1869 die Novelle Karin von Schweden in der Familienzeitschrift Daheim  als Fortsetzungsroman. 1872 erschien die erste Buchausausgabe im Verlag von Gebrüder Paetel in Berlin, als erster Band des Novellen-Cyclus Nordlicht.
Sie wurde viel gelesen, besonders von jungen Frauen und Mädchen.  In den folgenden Jahrzehnten gab es immer wieder Neuauflagen. 1957   erschien das 230. Tausend. Seit 2011 gab es mehrere Neudrucke. 
Es gab Übersetzungen in das Dänische, Englische, Russische und Niederländische  und eine  Vertonung für Chor von Hieronymus Truhn (1878/1886).

## Ausgaben (Auswahl)
Deutsche Ausgaben
- Daheim, April 1869, Fortsetzungsroman Digitalisat
- Gebrüder Paetel, Berlin 1872, erste Buchausgabe Digitalisat
- Gebrüder Paetel, Berlin 1878 Digitalisat Digitalisat
- Gebrüder Paetel, Berlin 1882, 2. Auflage
- Gebrüder Paetel, Berlin 1916, 32. Auflage
- Gebrüder Paetel, Berlin 1921, 49. Auflage
- Gebrüder Paetel, Berlin 1925, 53.–57. Auflage
- Koehler & Amelang, Leipzig um 1933, 58.–62. Tausend[5]
- Koehler & Amelang, Leipzig 1935, 63.–72. Tausend
- von Hase & Koehler, Leipzig 1939, 123.–132. Tausend

- Bardtenschlager, Reutlingen 1951, 210.–219. Tausend der Gesamtauflage
- Koehler, Biberach 1955, 225.–229. Tausend
- Koehler, Biberach 1957, 230.–234. Tausend, letzte feststellbare Auflage in diesem Verlag
- tredition, Hamburg 2011, 2012, nächste feststellbare Ausgaben
- Jazzybee, Altenmünster 2012, 2019

Übersetzungen
- Karin af Sverrig, 1879, dänische Übersetzung[6]
- Karin, Hiram T. Mercur, Towanda PA 1883, englische Übersetzung von Lilie A. Mercur Digitalisat
- Karin of Sweden, Collier, New York 1894, englische Übersetzung
- Karine. A Story of Swedish Love, 1896, englische Übersetzung von Emma A. Endlich
- Королева Шведская (Korolewa Schwedskaja), 1898, russische Übersetzung (Königin von Schweden)
- Karin van Sweden, De Steenuil, Amsterdam [1943], niederländische Übersetzung